# Peleteria javana
Peleteria javana là một loài ruồi trong họ Tachinidae.